# Editura Nemira
Nemira este una dintre primele edituri independente din România. A fost fondată în 1991 în București de către Valentin Nicolau, drept continuatoare a Ziarului Științelor și al Călătoriilor, revistă lunară ce a apărut între aprilie 1990 și ianuarie 1991.

## Istoric

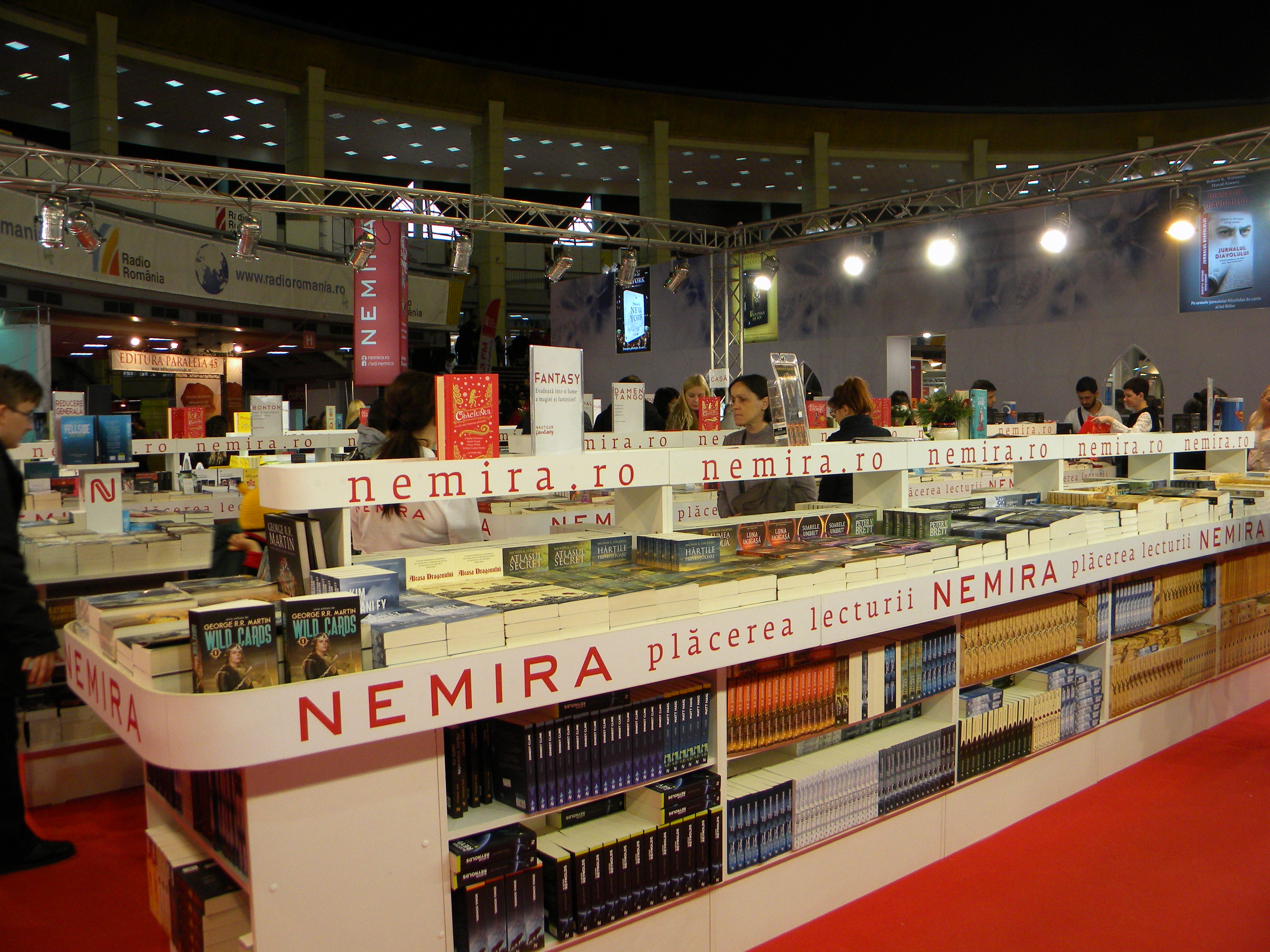
Standul editurii la Gaudeamus 2017

Între anii 1991 și 1993, editura Nemira s-a axat și s-a consolidat pe genul literaturii de divertisment.
S-a impus pe piața editorială prin colecția Nautilus, în care au fost publicați pentru prima dată în România romancieri ca Stephen King, cunoscutul autor de romane horror și autorul seriei Dune Frank Herbert, Philip K. Dick sau Isaac Asimov și în care au apărut capodopere ale literaturii science-fiction internaționale, majoritatea distinse cu prestigioase premii de gen (Hugo, Nebula). Planul editorial nu a cuprins doar cărțile fundamentale ale literaturii science fiction și fantasy, ci și nume mari ale literaturii universale, editura publicându-i, tot pentru prima dată în România, pe John Kennedy Toole (Conjurația imbecililor), Paulo Coelho (Alchimistul), Pascal Bruckner (Copilul divin), iar în cadrul colecției Totem, eseurile lui Elias Canetti (Masele și puterea), Roger Caillois (Fluviul Alfeu) etc.
Nemira a fost prima editură din România care a produs și lansat pe piață e-bookuri.
În 2016 s-a relansat direcția editorială de carte pentru copii prin imprintul Nemi.
La 15 octombrie 2018, sub umbrela imprintului Armada s-a relansat direcția editorială de literatură science fiction, fantasy, thriller și romane istorice.
Editura a hotărât și lansarea colecției Young Adult și a imprintului Nezumi. 

### Imprinturi și colecții Nemira
- Imprintul Nemi de carte pentru copii
- Imprintul Armada de science fiction, fantasy, thriller, romane istorice, horror
- Imprintul Nezumi, primul imprint de manga din România[5]
- Colecția Babel de literatură universală contemporană
- Colecția Damen Tango de romance
- Colecția Yorick de arte ale spectacolului
- Colecția n'autor de literatură română contemporană
- Colecția Vorpal de poezie românească
- Colecția Young Adult de literatură pentru adolescenți

### Scriitori români consacrați de editură
La Nemira au debutat în 1995 Horia-Roman Patapievici cu volumul de eseuri Cerul văzut prin lentilă, apoi, în același an, post mortem, Ioan Petru Culianu cu monografia Mircea Eliade, continuând apoi, de-a lungul anilor, seria de autor cu Pergamentul diafan. Tot în portofoliul debuturilor la Nemira se regăsesc și Radu Aldulescu care, în 1994, a publicat Amantul colivăresei, Emil Mladin (Haimanaua, 1994), Lucian Vasilescu (Evenimentul zilei, Un poem văzut de Lucian Vasilescu, 1995), Petre Barbu (Dumnezeu binecuvântează America, 1995), Radu Jörgensen (Clovnul din lemn de gutui, 1998).
Pe parcursul timpului editura a publicat operele scriitorilor români Mircea Nedelciu, Mircea Horia Simionescu, Ion Băieșu, George Banu, Mihaela Tonitza-Iordache, Zigu Ornea, Luca Pițu, Dan Petrescu, Sorin Antohi, Paul Goma, Șerban Foarță, Simona Popescu, Ioan Grigorescu, Ludmila Patlanjoglu, Mihai Sin ș.a.

### Scriitori străini publicați de editură
Nemira se distinge prin publicarea unei serii de autori străini contemporani cum ar fi: Julian Barnes, John Banville, John Barth, Stéphane Audeguy, Abel Posse, Louis-Ferdinand Céline, Stephen King, Patricia Cornwell, Ed McBain, Peter James, John Sandford, Orson Scott Card, Philip K. Dick, Marion Zimmer Bradley, George R. R. Martin, Hannes Stein, Tom Hodgkinson.

## Vezi și
- Lista volumelor publicate în Colecția Nautilus
- Lista volumelor publicate în Colecția Armada
- Lista volumelor publicate în Colecția Suspans
- Listă de edituri de literatură științifico-fantastică
- Listă de edituri de literatură fantastică
- Lista volumelor publicate în Colecția Babel